# Lipovice
Lipovice település Csehországban, a Prachaticei járásban. Lipovice Dub, Újezdec, Vlachovo Březí, Budkov és Tvrzice településekkel határos. Lakosainak száma 228 fő (2024. január 1.).

## Népesség
A település lakosságának változását az alábbi diagram mutatja:
| Lakosok száma | 507  | 510  | 501  | 295  | 211  | 188  | 199  | 200  | 201  | 228  |
|               | 1869 | 1900 | 1921 | 1961 | 1980 | 2011 | 2016 | 2019 | 2021 | 2024 |